# Polybrachiorhynchus papillaris
Polybrachiorhynchus papillaris är en djurart som tillhör fylumet slemmaskar, och som beskrevs av Yin och Zeng 1988. Polybrachiorhynchus papillaris ingår i släktet Polybrachiorhynchus och familjen Polybrachiorhynchidae. Inga underarter finns listade i Catalogue of Life.